# Hemiteles bipunctator
Hemiteles bipunctator là một loài tò vò trong họ Ichneumonidae.